# Le Crépuscule des épées
Le Crépuscule des épées (titre original : The Knight and Knave of Swords) est un recueil de nouvelles écrites par Fritz Leiber et appartenant au Cycle des épées. Il a été publié aux États-Unis en 1988 puis traduit et publié en France en 1991.

## Liste des nouvelles
1. Magie de la mer
2. Elle-de-mer
3. La Malédiction des riens et des étoiles
4. La Descente aux abîmes du Souricier

## Édition française
- En janvier 1991 chez Pocket coll. Science-fiction, no 5418. Illustration de Wojtek Siudmak, traduction de Dominique Haas  (ISBN 2-266-04152-5).